# Cathy's Clown
Cathy's Clown è una canzone popolare, scritta e registrata dal duo musicale statunitense The Everly Brothers. Fu il loro primo singolo pubblicato per la Warner Bros., dopo tre anni passati sotto la casa discografica di Archie Bleyer, la Cadence. 
Cathy's Clown vendette ben otto milioni di copie in tutto il mondo e rimase: per cinque settimane al numero uno nella Billboard Hot 100 americana; per una settimana nelle classifiche R&B e per sette settimane (da maggio a giugno 1960) al numero uno delle liste del Regno Unito, terza in Olanda e quinta in Norvegia. Il pezzo diventò il più grande successo del gruppo e il loro terzo singolo ad essere giunto al primo posto nella "US Number One". 
Si trova alla posizione numero 150 nella lista delle 500 migliori canzoni della storia stilata dalla rivista britannica Rolling Stone.

## Testo
Nel testo della canzone si parla di un amore non corrisposto (uno dei temi più cari degli The Everly Brothers). Un narratore di cui non viene detto il nome, arrabbiato per il fatto che sempre viene deriso e apostrofato con il soprannome di "Pagliaccio di Cathy", decide di non voler più l'amore della ragazza e così l'abbandona, nella speranza di essere finalmente lasciato in pace.

## Classifica
| Classifica (1960)              | Posizione |
| ------------------------------ | --------- |
| U.S. Billboard Hot 100         | 1         |
| U.S. Billboard Hot R&B Singles | 1         |

## Versione di Reba McEntire
Cathy's Clown fu ri-registrata nel 1989 dalla cantante country Reba McEntire per il suo album Sweet Sixteen. Nello stesso anno, il singolo diventò il tredicesimo numero uno della "Billboard Hot Country Songs chart". 
La versione della McEntire è molto diversa da quella degli Isley Brothers, in quanto è molto più lenta, soft e il testo è recitato alla terza persona singolare, come se un'altra entità stesse descrivendo la storia.
Nel video promozionale del singolo, Reba veste i panni di una donna del far west che alloggia in un saloon e che è innamorata di un cowboy (il "clown"), interpretato da Bruce Boxleitner.

### Classifiche
| Classifica (1989)            | Posizione |
| ---------------------------- | --------- |
| Canada Country Tracks (RPM)  | 1         |
| US Country Songs (Billboard) | 1         |

### Classifiche di fine anno
| Classifica (1989)            | Posizione |
| ---------------------------- | --------- |
| Canada Country Tracks (RPM)  | 11        |
| US Country Songs (Billboard) | 15        |

## Curiosità
- Cathy's Clown è menzionata nel pezzo Waltz #2 (XO) di Elliott Smith, contenuto nell'album XO pubblicato nel 1998.